# Mackay (Queensland)
Pour les articles homonymes, voir Mackay.
 Mackay est une ville située sur la côte orientale du Queensland en Australie, à environ 900 kilomètres au nord de Brisbane. Elle borde le cours d'eau Goosepond Creek et la mer de Corail à l'est. Mackay est surnommée la capitale du sucre de l'Australie car elle produit plus du tiers du sucre du pays. La ville a une température moyenne de 23 °C. Elle compte 66 874 habitants en 2006.

## Économie
L'industrie minière constitue environ un tiers (1500 millions de dollars australiens) du produit intérieur brut de la région de Mackay, principalement à cause des terminaux de chargement de charbon au sud à Hay Point, de sa proximité avec le bassin houiller de Bowen et les centres miniers régionaux de Moranbah, Dysart, Clermont et Glenden.
Le commerce de gros et le commerce de détail génèrent environ 430 millions de A$ chaque année dans la région de Mackay. 70 millions de A$ de ces sommes sont attribuées au tourisme.
Bien que d'importantes surfaces de terrains autour de Mackay soient utilisées pour la culture de la canne à sucre, l'agriculture (incluant la culture des céréales, l'élevage du bétail et la sylviculture) représente seulement 6,4 % (300 millions de A$) du PIB annuel de Mackay.
sources : chiffres de l'année fiscale 1998-1999

## Tourisme

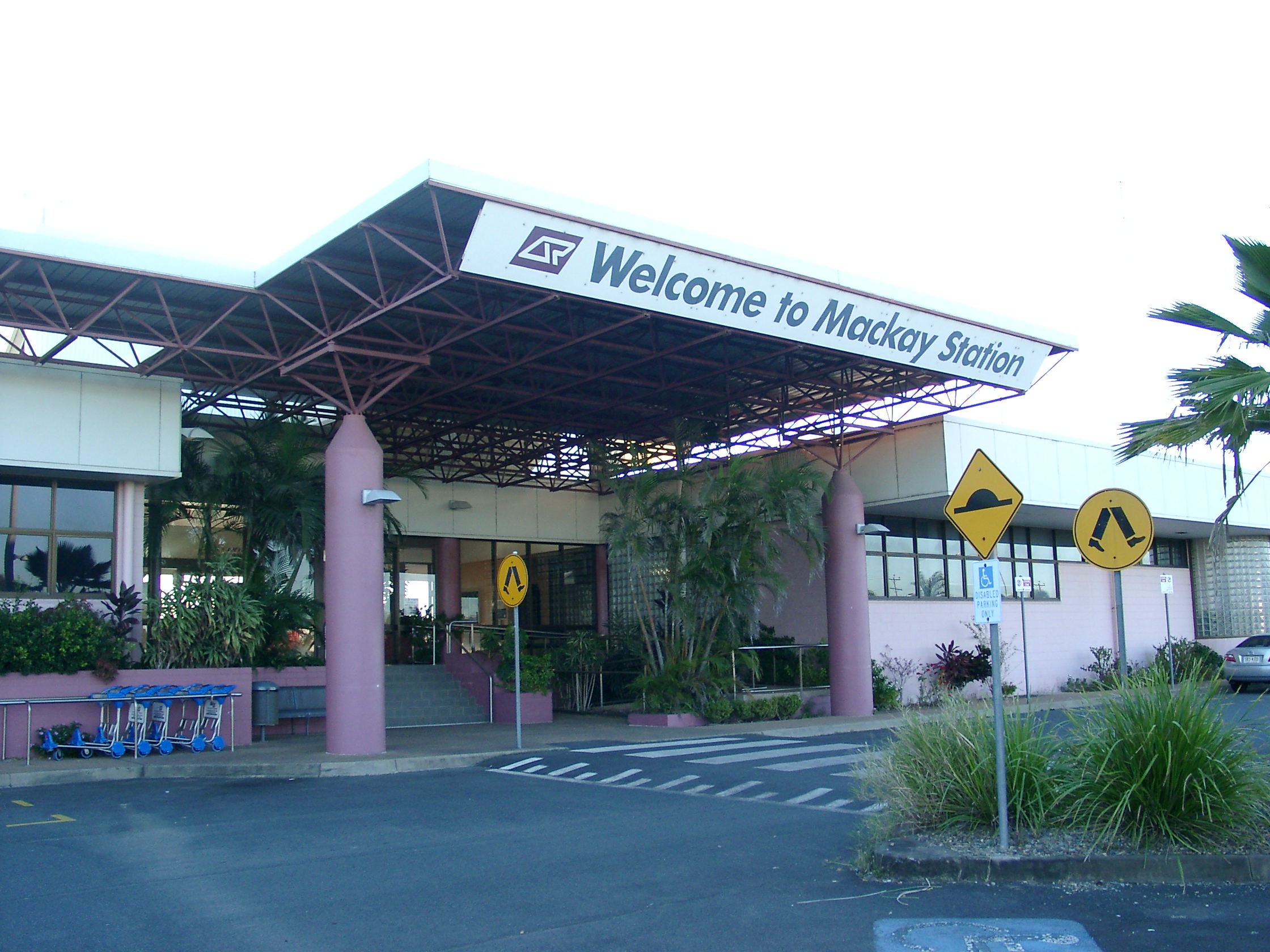
Mackay Station.

Malgré la proximité du parc national d'Eungelle, de la Grande barrière de corail et des îles Whitsunday, Mackay n'a pas grandement profité de sa situation géographique. Seulement 5,3 % du PIB de la région est généré par le tourisme, avec 59 % des revenus du tourisme venant de l'hébergement et 28 % du commerce de vente. Mackay détient une position actuelle d'escale, ce qui est mis en évidence par les nombreux parcs-motels, cependant les organismes travaillent pour plus de capitalisation du marché touristique.

## Histoire

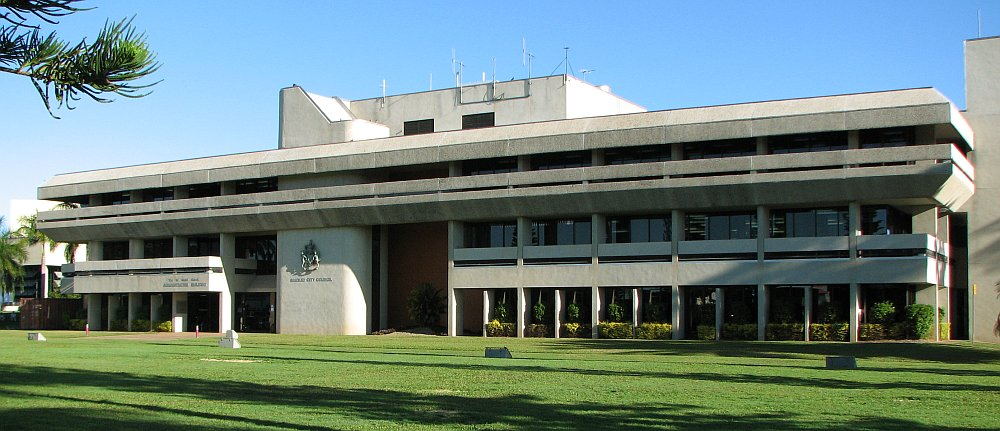
La mairie.

Un des premiers Européens à traverser la région de Mackay fut le Capitaine James Cook, qui atteignit la côte de Mackay le 1er juin 1770 et nomma plusieurs repères locaux parmi lesquels cap Palmerston, Point Slade et cap Hillsborough. C'est pendant ce voyage que le botaniste de l'Endeavour, Joseph Banks, nota avoir observé des Aborigènes. La ville de Mackay fut plus tard fondée sur les terres traditionnelles de Yuibera.
Bien que plusieurs autres explorateurs marins naviguèrent sur les eaux de Mackay, ce ne fut pas avant 1860 que des décisions furent prises de prendre possession des pâturages vierges de la région.

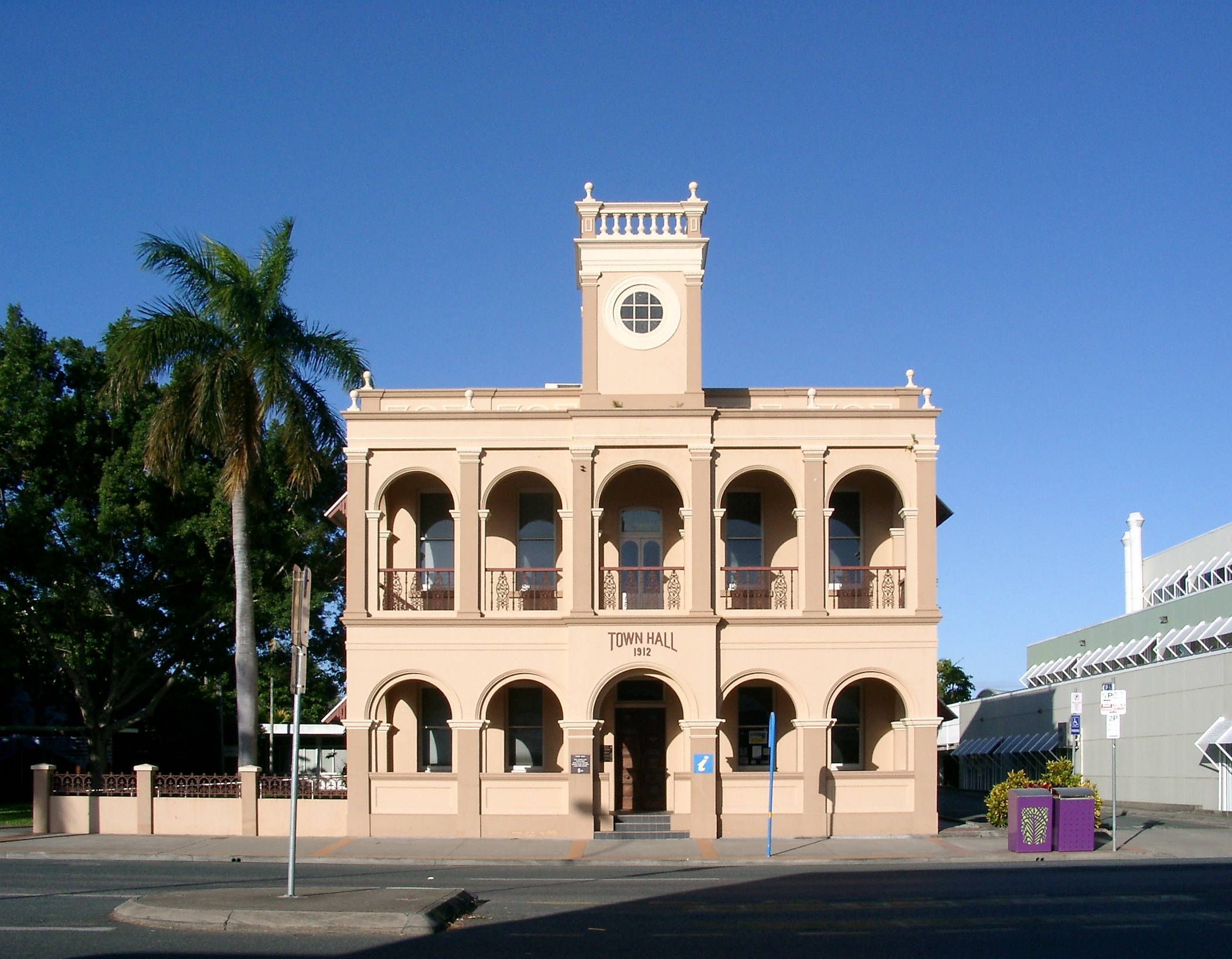
Town Hall 1912.

Deux jeunes hommes avides de richesse, John McCrossin et l'Écossais John Mackay, réunirent une équipe de huit personnes, incluant un Aborigène nommé Duke, et quittèrent Armidale en janvier 1860. Deux hommes quittèrent l'équipe à Rockhampton tandis que les autres atteignirent le sommet de la cordillère surplombant la Pioneer Valley du district de Mackay en mai. Après être descendus dans la vallée et avoir exploré la région jusqu'à presque atteindre l'embouchure de la rivière, qu'ils nommèrent la Mackay, les membres de l'équipe choisirent le territoire et commencèrent leur expédition de retour à la civilisation. Sur le chemin du retour, ils furent tous atteint d'une fièvre qui emporta Duke.
Mackay retourna dans la région avec 1 200 têtes de bétail en janvier 1862 et fonda la station de Greenmount. Bien que les autres membres de sa première expédition aient marqué des territoires, aucun sauf Mackay ne revendiqua leur concession. Toutefois, Mackay resta en possession de Greenmount pendant moins de deux ans. La propriété fut transférée à James Harper Starr en septembre 1864 et, malgré les protestations de Mackay, il ne réussit jamais à reprendre le contrôle. Greenmount passa entre les mains d'un certain nombre de propriétaires avant d'être acheté par 1.1. Cook en 1913. Avant de quitter le district, John Mackay affréta le vaisseau Preston, qui déposa des marchandises de lui sur la rive à environ 1 kilomètre du Hospital Bridge actuel. Mackay effectua un sondage de la rivière et les relevés furent envoyés à Rockhampton. Le port de Mackay fut alors officiellement déclaré comme port d'entrée.
En 1918, Mackay fut frappée par un cyclone tropical majeur qui causa des dégâts et des pertes humaines importants.

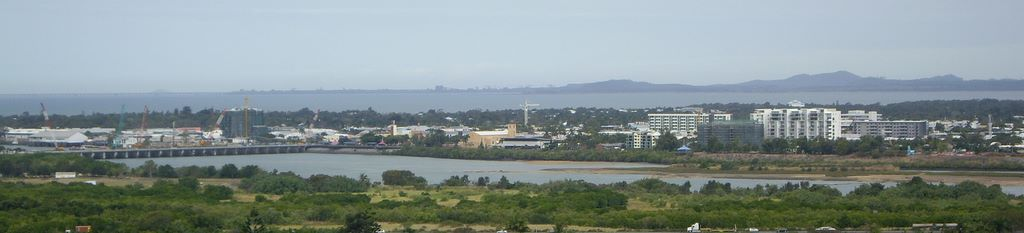
Mackay.

## Climat
Mackay a un climat subtropical humide (Köppen: Cwa) avec des étés chauds et très humides et des hivers vraiment doux et secs. La pluviométrie est élevée : 1 542,2 mm par an, avec un maximum fort d'été. La température la plus élevée enregistrée est de 39,7 ºC le 26 novembre 2018, tandis que la température la plus basse est de −0,4 ºC le 22 juillet 1951.
| Mois                                            | jan.  | fév.  | mars  | avril | mai   | juin | jui.  | août  | sep. | oct.  | nov. | déc.  | année   |
| ----------------------------------------------- | ----- | ----- | ----- | ----- | ----- | ---- | ----- | ----- | ---- | ----- | ---- | ----- | ------- |
| Température minimale moyenne (°C)               | 23,1  | 23,2  | 22,2  | 19,6  | 15,8  | 12,9 | 11,4  | 12,1  | 14,9 | 18,3  | 20,6 | 22,3  | 18      |
| Température maximale moyenne (°C)               | 30,5  | 30,3  | 29,5  | 27,7  | 25,3  | 23,3 | 22,8  | 23,9  | 26,1 | 28,5  | 29,7 | 30,8  | 27,4    |
| Record de froid (°C)                            | 16,5  | 18    | 14,2  | 7,8   | 3,8   | 1,7  | −0,4  | 2     | 4,7  | 9,5   | 12,8 | 15,6  | −0,4    |
| Record de chaleur (°C)                          | 36,9  | 37,3  | 35,4  | 33,6  | 31,4  | 32   | 30,1  | 32,1  | 35,4 | 38,5  | 39,7 | 38,2  | 39,7    |
| Ensoleillement (h)                              | 251,1 | 206,2 | 232,5 | 222   | 223,2 | 219  | 244,9 | 272,8 | 285  | 294,5 | 276  | 272,8 | 3 000   |
| Précipitations (mm)                             | 309,3 | 322,7 | 248,4 | 164,7 | 88,5  | 57,6 | 40,9  | 31,4  | 23,6 | 36    | 87,1 | 139,6 | 1 542,2 |
| dont nombre de jours avec précipitations ≥ 1 mm | 12,9  | 14,2  | 12,6  | 10,7  | 7,8   | 5,9  | 4     | 3,2   | 2,6  | 3,9   | 6,1  | 8,8   | 92,7    |
| Humidité relative (%)                           | 69    | 72    | 69    | 69    | 66    | 65   | 63    | 61    | 61   | 60    | 61   | 63    | 65      |